# Helen Bannerman
Pour les articles homonymes, voir Bannerman.
Helen Bannerman, née Helen Brodie Cowan Watson (25 février 1862 à Édimbourg – 13 octobre 1946 à Édimbourg), est une auteure écossaise d'albums pour enfants. Son ouvrage le plus célèbre Sambo, le petit noir, mais aussi le plus controversé est publié en 1899 puis édité en français en 1950.

## Sa vie

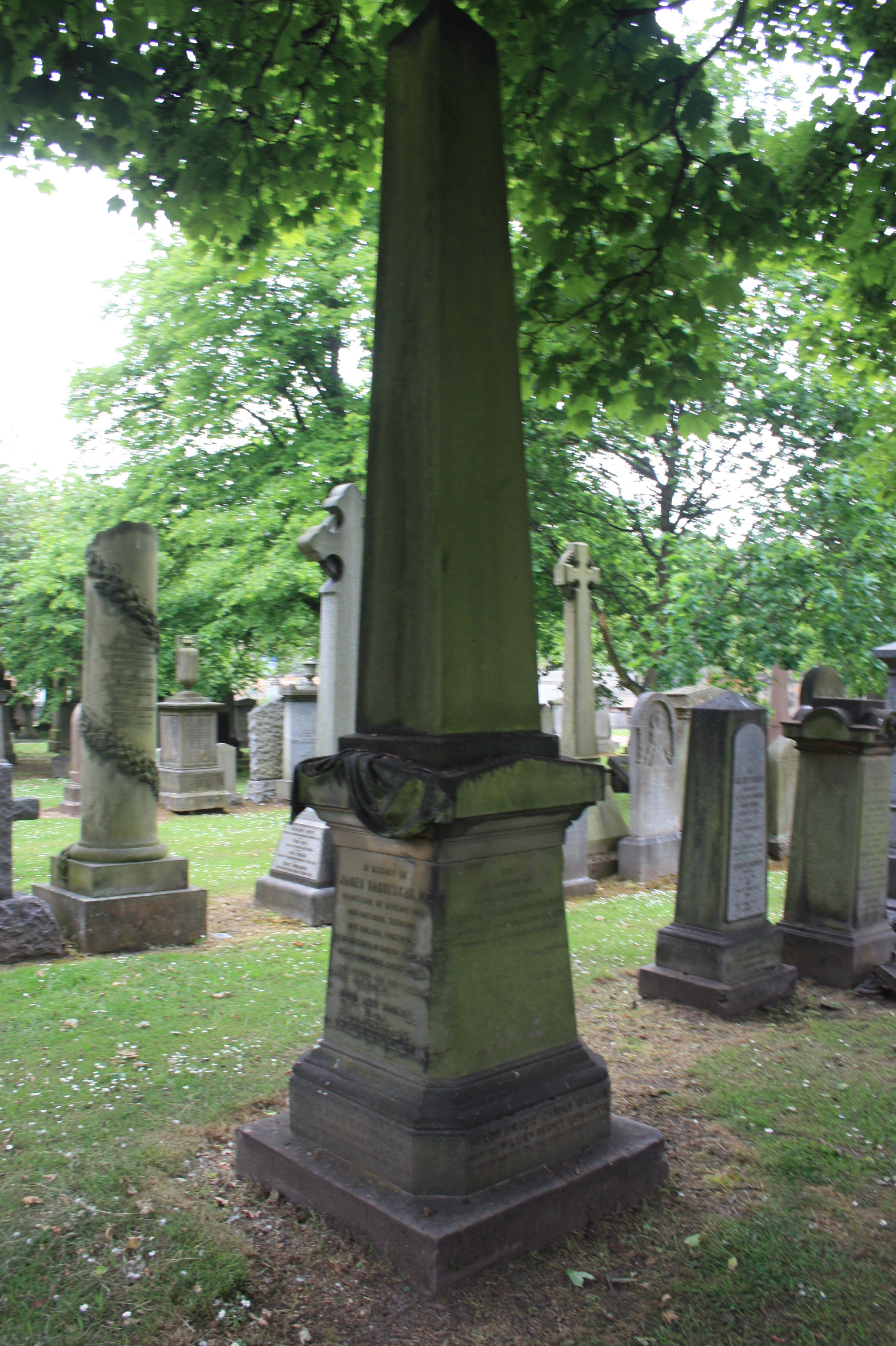
Tombe des Bannerman au cimetière de The Grange (Édimbourg)

Helen Bannerman nait à Édimbourg. Son père est pasteur de l'Église libre d'Écosse. À l'âge de deux ans, sa famille s'installe dans l'île de Madère où son père, outre ses fonctions officielles, se consacre à des recherches scientifiques. Il prend en charge l'instruction de sa fille. Elle a douze ans quand ils retournent en Écosse : elle poursuit ses études dans l'académie de Miss Oliphant.
Elle suit une carrière para-universitaire artistique à l'Université de St Andrews en Écosse, car les femmes n'étaient pas admises comme étudiantes dans les universités britanniques à son époque. Elle atteint la plus haute qualification, celle de Lady Literate in Arts en 1887, à l'âge de 25 ans.
Elle épouse en 1889 le docteur William Burney Bannerman, officier du Service Médical Indien (IMS) et suit son époux en Inde. Ils s'installent à Madras, capitale de l'État du Tamil Nadu dans l'Inde du Sud sur la côte sud-est. La majeure partie des habitants de Chennai sont tamouls, leur langue maternelle étant le tamoul.
Ils vivent en Inde pendant trente ans et ont quatre enfants, deux filles Janet et Day, nées en 1893 et en 1896, et deux fils, James "Pat" Patrick, né en 1900 et Robert en 1902.
Ils prennent leur retraite à Edimbourg en 1918. William meurt en 1924. Helen doit rester alitée à la suite d'un accident cérébral en 1939, et meurt en 1946.
Un de ses petits-enfants est le physicien Thomas Kibble.

## Son œuvre

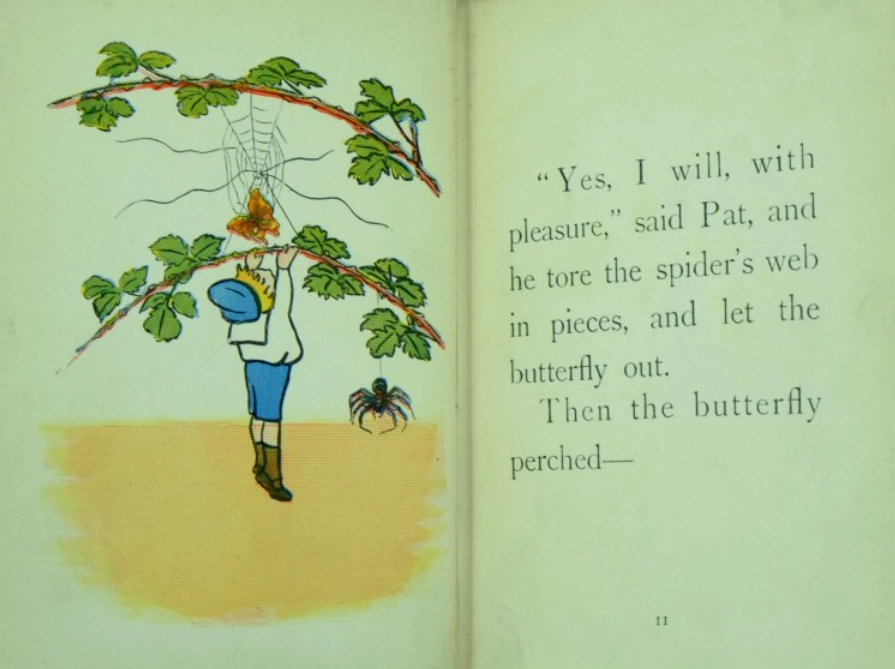
Pat libère le papillon pris au piège de la toile d'araignée.

C'est à l'occasion des nombreux voyages en train entre Madras et Kodaikanal où ses enfants passent leurs étés, qu'elle se met à écrire des histoires pour les distraire. Son premier héros est un petit Indien qui réussit à vaincre des tigres vaniteux et affamés par la ruse. Elle illustre elle-même l'album à l'aquarelle, en veillant à ce que la taille du livre tienne dans les mains d'enfants de moins de 5 ans.
Elle confie son premier livre à son amie Alice Bond ; celle-ci le présente à un éditeur londonien, Grant Richards, qui vient de démarrer une série de petits albums illustrés pour enfants, les Dumpy Books for Children. Il achète le copyright pour 5£ et publie le livre en octobre 1899.
L'éditeur New Yorkais Frederick A. Stokes rachète les droits de publication, change la présentation ainsi que la couverture et édite la première version américaine en 1900, qui devient immédiatement un véritable best-seller.
Inspirée par ce succès, Helen Bannerman écrit neuf autres albums entre 1902 et 1936, ainsi qu'un ouvrage posthume en 1966.
Tous ses ouvrages s'adressent à l'enfance ; le cadre et les personnages sont inspirés par la culture indienne. Les aventures de ses héros se passent dans une jungle peuplée des animaux traditionnels, tigres, crocodiles, éléphants et singes.
Ses illustrations, d'un style naïf, ont beaucoup plu à son public enfantin.